# Gurten Bier

Logo Gurten Bier

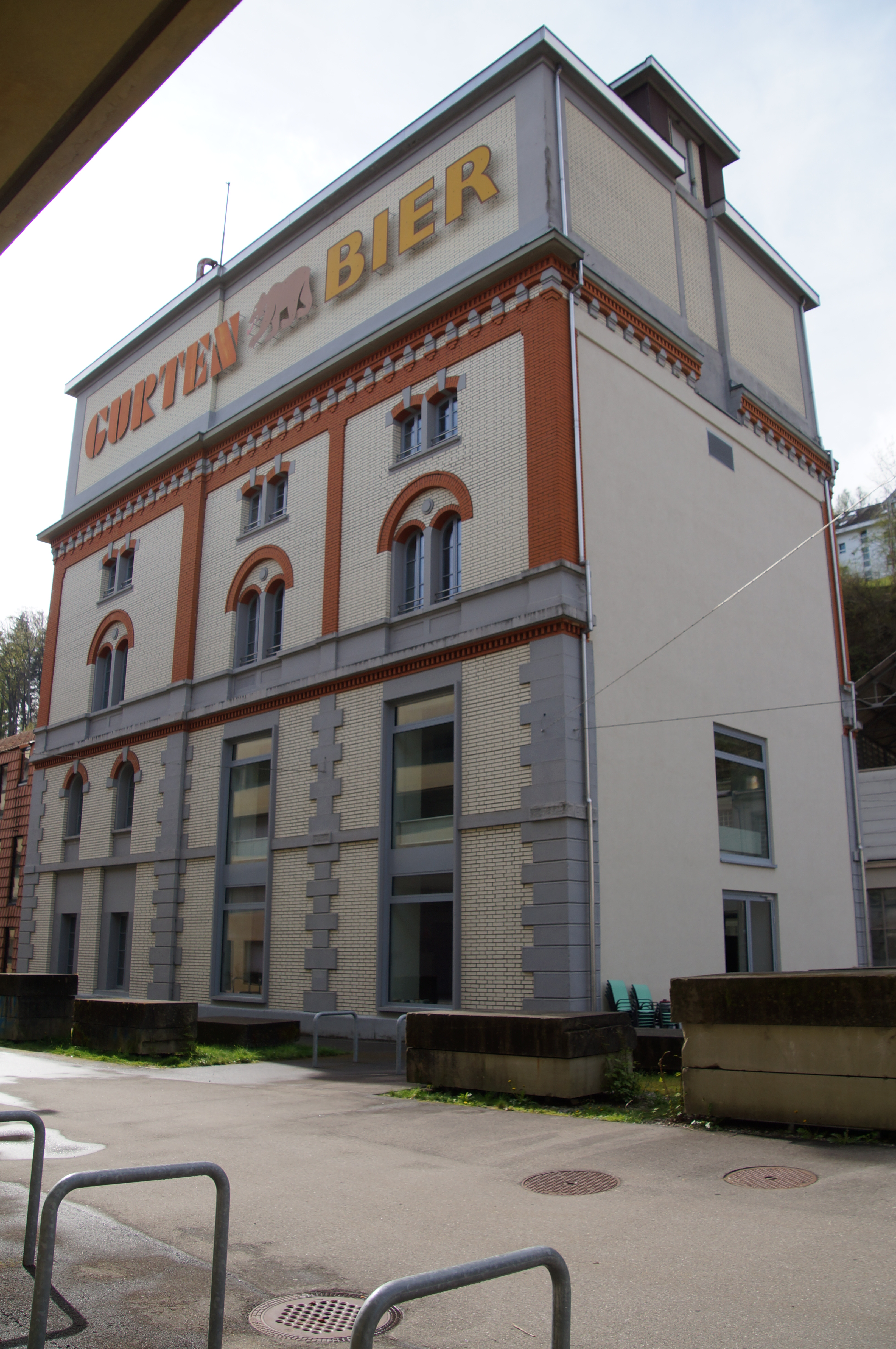
Ein Gebäude der ehemaligen Gurten-Brauerei in Wabern

Gurten Bier ist eine Biermarke der ehemaligen Brauerei Gurten Bier AG am Gurten, dem Hausberg der Stadt Bern, auf dem Gebiet der Gemeinde Köniz in Wabern bei Bern.
Die Brauerei wurde 1864 von Johann Juker aus Bolligen gegründet. 1903 wurde sie in eine Aktiengesellschaft umgewandelt. 1969 konnte sie die Bierbrauerei und Eisfabrik Gassner & Co im Altenberg. übernehmen. 1970 wurde die Brauerei Gurten Bier AG dann selbst von der Brauerei Feldschlösschen übernommen. 1997 wurde die Produktion nach Rheinfelden in den Kanton Aargau verlegt. Die Gurten Bier AG wurde nach der Fusion mit der Feldschlösschen Getränke Holding AG 2001 aufgelöst. Seither wurde das Bier in der Brauerei Cardinal in Freiburg im Üechtland hergestellt und nach deren Schliessung 2011 bei Feldschlösschen in Rheinfelden.

## Umsatzentwicklung
Die folgende Tabelle zeigt die Entwicklung des Umsatzes in Millionen Schweizer Franken:
| Braujahr  | Umsatz in Mio. SFr | Quelle |
| --------- | ------------------ | ------ |
| 1921/1922 | 1,5                | [ 3 ]  |
| 1980/1981 | 33,9               | [ 4 ]  |
| 1982/1983 | 42,9               | [ 5 ]  |
| 1985/1986 | 45,8               | [ 6 ]  |